# James Godfrey Booth
James Godfrey Booth (* 24. Januar 1794 in Falkirk; † 12. Mai 1871 in Hamburg) war ein Saatengroßhändler und Gründer der Gas-Companie in Hamburg.

## Wirken und Leben

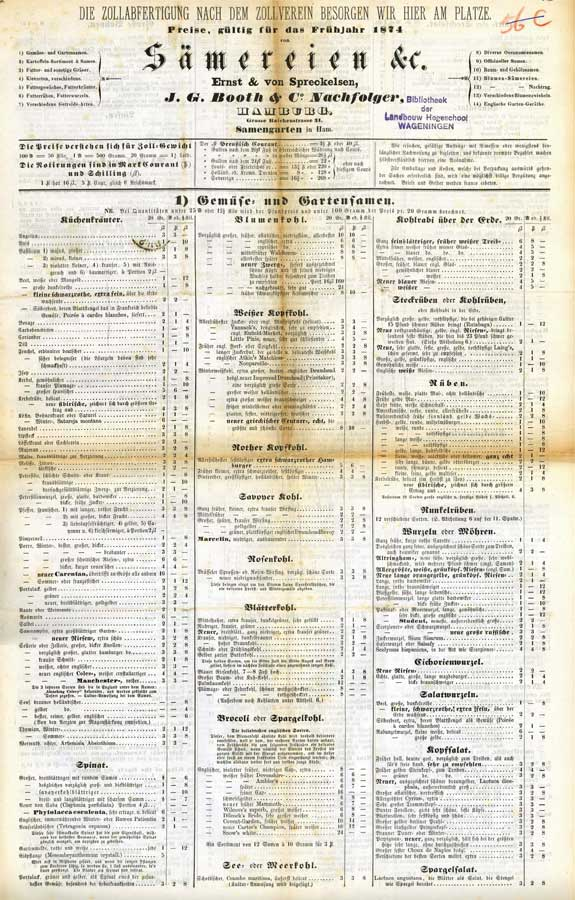
Mit Eigentümer-Stempel der „Bibliotheek der Landbouw Hogeschool“: Preisliste von 1874 des Samenzüchters „Ernst & von Spreckelsen, J. G. Booth & Co. Nachfolger“

James Godfrey Booth war der älteste Sohn von James Booth, Landschaftsgärtner und Inhaber der Baumschule und Gärtnerei James Booth & Söhne. Als sein Vater starb, war James Godfrey Booth 20 Jahre alt. Er übernahm mit einem erfahrenen Gärtner die Leitung der Baumschule. Zu Beginn des Jahres 1828 kamen er und seine Brüder überein, den Geschäftszweig von James Booth & Söhne, der die Samenhandlung und den Handel mit holländischen Blumenzwiebeln betraf, auszugründen und den jüngeren Brüdern John Richmond und George den Baum- und Pflanzenhandel und die Baumschule zu überlassen.

### J.G.Booth&Co.
James Godfrey Booth gründete im Februar 1828 die Handlung für Saaten und holländische Blumenzwiebeln J.G. Booth & Co. Während die Baumschule in Flottbek ansässig war, was zum damals holsteinischen Altona gehörte, hatte das Kontor in Hamburg seinen Sitz anfangs an der Mühlenbrücke, ab 1839 in der Reichenstraße 37. 1830 hatte er das Hamburger Bürgerrecht erworben. Booth unterhielt enge geschäftliche und private Beziehungen nach Großbritannien. Er war Mitglied der Royal Agricultural Society of England.
James Godfrey Booth verkaufte 1853 seine Handlung an seine Mitarbeiter Otto Andreas Ernst und Gustav Heinrich Theodor von Spreckelsen. Sie firmierten ca. bis 1861 unter dem gut eingeführten Namen J.G. Booth & Co. Nicht eindeutig ermittelbar ist, welchen Namen sie später nutzten. Aus Anzeigen sind folgende Namen bekannt: J.G. Booth & Co, Nachfolger und J.G. Booth & Co, Nachfolger, Ernst & von Spreckelsen und Ernst & von Spreckelsen. Von Spreckelsen verstarb am 5. Februar 1863. Otto Andreas Ernst wurde alleiniger Inhaber der Firma Ernst & von Spreckelsen, J.G. Booth & Co, Nachfolger.

### Garten- und Blumenbau-Verein für Hamburg, Altona und deren Umgegenden
Gemeinsam mit seinem jüngeren Bruder John Richmond arbeitete er seit dem Gründungsjahr 1836 im Garten- und Blumenbau-Verein für Hamburg, Altona und deren Umgegenden mit, ab 1839 als deren Kassenführer. Die Mitglieder waren einerseits wohlhabende Altonaer und Hamburger Bürger und andererseits „Handels- und Kunstgärtner“, wie damals Gärtnereibesitzer genannt wurden. 1837 beschrieb er Anlage und Pflege von Englischem Rasen. Dabei warb er für seine „Patent-Grasschneide-Maschine“, die er in England fertigen ließ. In einer Schrift von 1841 stellte er Ursachen dar, warum die Landwirtschaft in Hamburg aus seiner Sicht nicht den überlegenen Stand der Landwirtschaft in Großbritannien erreichen könne.
Nach dem Hamburger Brand von 1842 hob er auch andere Neuheiten aus Großbritannien hervor, darunter das moderne Feuerlöschwesen in der britischen Hauptstadt.

### Gas-Compagnie
Neben den Tätigkeiten als Saatenhändler engagierte sich James Godfrey Booth dafür, die Straßenbeleuchtung in Hamburg von Öl auf Gas umzustellen. Zu diesem Zweck gründete er gemeinsam mit englischen Ingenieuren die Gas-Compagnie, für die er Handlungsvollmachten besaß. Am 28. März 1844 unterzeichnete er einen Kontrakt mit der Kämmerei der Hansestadt, der der Compagnie für 30 Jahre ein Monopol zur Gaslieferung verschaffte und aus dem die Hamburger Gaswerke hervorgingen. Booth war von 1844 bis 1847 Direktor des Unternehmens, das ab Oktober 1845 ein Gaswerk auf dem Grasbrook unterhielt. Da er Kapitaleinlagen geleistet und vertragliche Sonderleistungen vereinbart hatte, erhielt er auch nach seiner Dienstzeit als Direktor Dividenden und Anteile vom Reingewinn des Unternehmens, die jährlich mehrere 10.000 Mark Banco betrugen.

## Familie
1829 hatte James Godfrey Booth sich in Schottland aufgehalten, wo er Eliza Thompson (1810–1871) aus Edinburgh zur Frau nahm. Im März 1857 erbte Booth umfangreichen Landbesitz seines kinderlos verstorbenen Onkels Peter Booth (1787–1857) in seiner Geburtsstadt Falkirk. Er zog daraufhin zurück nach Schottland, wo er dauerhaft bleiben wollte. 1861 kam er zurück nach Hamburg, wo er bis zu seinem Tod lebte. Sein Grab mit einem Grabdenkmal von Engelbert Peiffer befand sich bis zur Aufhebung 1935 auf den Dammtorfriedhöfen. Heute ist das Familiengrab auf dem Friedhof Ohlsdorf zu finden.

## Schriften
- Ueber die Anlegung und Erhaltung eines englischen Rasens, oder: Warum sind unsere Rasen nicht so schön, als man sie fast überall in England antrifft? In: Archiv des Garten- und Blumenbau-Vereins für Hamburg, Altona und deren Umgegenden, Hamburg 1837, S. 25–29, (Abbildung der „Grasschneide Maschine“ S. 28).
- Betrachtungen über den Stand der Landwirthschaft in Grossbritannien und der Versuch, die Ursachen anzudeuten, wodurch dieselbe die hohe Stufe, auf der sie steht, erreicht hat und auch hier erreicht werden kann. Hamburg, 1841.
- Reglement für die Lösch-Anstalt in London mit einem andeutenden Vorwort in Beziehung auf Hamburg. Hamburg, 1842.